# Frit Danmark
Frit Danmark ou « Danemark libre » était le nom d'une organisation de résistance pendant l'occupation, qui a existé de 1942 à 1945. C'était également le nom du journal clandestin du groupe, qui a été publié pour la première fois le 22 avril 1942.

## Histoire
Parmi les fondateurs figuraient des politiciens  comme John Christmas Møller ou Aksel Larsen, de bords très différents et les médecins Mogens Fog et Ole Chievitz. L'organisation était largement ancrée dans l'éventail politique. Le communisme est progressivement devenu plus important. L'organisation était au cœur du Conseil de la liberté (Danish Freedom Council, l'équivalent du CNR français), qui a réuni les groupes de résistance les plus importants dans la lutte de résistance danoise. Le groupe s'est réuni autour de la publication du magazine Frit Danmark (1942-1982), qui avait été édité par Kate Fleron au fil des ans.

## Littérature
- Hans Snitker, Det illegale Frit Danmark - Bladet og organisationen (1977).
- Niels Wium Olesen, Danmarks befrielse 1945 – en mislykket revolution?, i Kontur – Tidsskrift for Kullturstudier, nr. 18 (2009).